# Actinocythereis brasiliensis
Actinocythereis brasiliensis is een mosselkreeftjessoort uit de familie van de Trachyleberididae. De wetenschappelijke naam van de soort is voor het eerst geldig gepubliceerd in 2002 door Machado & Drozinski.